# Município de Milford (condado de Knox, Ohio)
O município de Milford (em inglês: Milford Township) é um município localizado no condado de Knox no estado estadounidense de Ohio. No ano de 2010 tinha uma população de 1.772 habitantes e uma densidade populacional de 26,6 pessoas por km².

## Geografia
O município de Milford encontra-se localizado nas coordenadas 40° 17′ 43″ N, 82° 36′ 42″ O. Segundo a Departamento do Censo dos Estados Unidos, o município tem uma superfície total de 66.62 km², da qual 66,38 km² correspondem a terra firme e (0,36 %) 0,24 km² é água.

## Demografia
Segundo o censo de 2010, tinha 1.772 habitantes residindo no município de Milford. A densidade populacional era de 26,6 hab./km². Dos 1.772 habitantes, o município de Milford estava composto pelo 97,52 % brancos, o 0,34 % eram afroamericanos, o 0,11 % eram amerindios, o 0,45 % eram asiáticos, o 0,11 % eram de outras raças e o 1,47 % eram de uma mistura de raças. Do total da população o 1,3 % eram hispanos ou latinos de qualquer raça.